# Silberner Federball
Der Silberne Federball ist eines der ältesten noch jährlich ausgetragenen Badmintonturniere auf dem Gebiet der neuen Bundesländer. Das Turnier fand erstmals 1958 statt, drei Jahre bevor die ersten Einzeltitelkämpfe der DDR ins Leben gerufen wurden. Es wird von der SG Gittersee in Dresden ausgerichtet. Von 1958 bis 1960 hieß die Veranstaltung Um den Silbernen Federball, danach übernahm das Turnier den heutigen Namen. Namensgeber des Turniers sind die Siegerpokale, welche aus einem überdimensionalen silbernen Federball bestehen. Die Pokale sind Wanderpokale und verbleiben nach dreimaligem Gewinn in Folge oder fünfmaligem Gewinn überhaupt bei den Siegern.   Zeitweise führte das Turnier den Status eines DDR-Ranglistenturniers. Turniere wie der Silberne Federball waren in der DDR von besonderer Bedeutung, da auch ausländische Starter erlaubt waren und ein Kräftemessen auf internationaler Ebene für DDR-Badmintonspieler sonst nahezu unmöglich war. Auch nach der Wende konnte sich das Turnier im nationalen Terminkalender behaupten. In den Siegerlisten stehen zahlreiche nationale und internationale Meister. Mit Petr Báša und Ludmila Šimáková befinden sich auch mehrfache WM- und EM-Teilnehmer unter den Gewinnern des Turniers.

## Die Sieger
| Saison | Herreneinzel                                  | Dameneinzel                                 | Herrendoppel                                                                          | Damendoppel                                                                          | Mixed                                                                                  |
| ------ | --------------------------------------------- | ------------------------------------------- | ------------------------------------------------------------------------------------- | ------------------------------------------------------------------------------------ | -------------------------------------------------------------------------------------- |
| 1958   | Werner Naumann (Traktor Hilbersdorf)          | Ursula Seidel (Rotation Dresden)            | nicht ausgetragen                                                                     | nicht ausgetragen                                                                    | nicht ausgetragen                                                                      |
| 1959   | Gottfried Seemann (Aktivist Tröbitz)          | Rita Gerschner (Traktor Hilbersdorf)        | nicht ausgetragen                                                                     | nicht ausgetragen                                                                    | nicht ausgetragen                                                                      |
| 1960   | Gottfried Seemann (Aktivist Tröbitz)          | Rita Gerschner (Traktor Hilbersdorf)        | nicht ausgetragen                                                                     | nicht ausgetragen                                                                    | nicht ausgetragen                                                                      |
| 1961   | Gottfried Seemann (Aktivist Tröbitz)          | Rita Gerschner (Traktor Hilbersdorf)        | nicht ausgetragen                                                                     | nicht ausgetragen                                                                    | nicht ausgetragen                                                                      |
| 1962   | Hartmut Münch (Post Berlin)                   | Ruth Preuß (Post Berlin)                    | nicht ausgetragen                                                                     | nicht ausgetragen                                                                    | Helmut Standfuß (Post Berlin) Ruth Preuß (Post Berlin)                                 |
| 1963   | Hartmut Münch (Post Berlin)                   | Beate Herbst (HSG DHfK Leipzig)             | nicht ausgetragen                                                                     | nicht ausgetragen                                                                    | Wolfgang Schön (Dynamo Freiberg) Petra Barnack (Dynamo Freiberg)                       |
| 1964   | Gottfried Seemann (Aktivist Tröbitz)          | Rita Gerschner (Aktivist Tröbitz)           | nicht ausgetragen                                                                     | nicht ausgetragen                                                                    | nicht ausgetragen                                                                      |
| 1965   | Gottfried Seemann (Aktivist Tröbitz)          | Ruth Preuß (Post Berlin)                    | nicht ausgetragen                                                                     | nicht ausgetragen                                                                    | Klaus Basdorf (Post Berlin) Ruth Preuß (Post Berlin)                                   |
| 1966   | Gottfried Seemann (Aktivist Tröbitz)          | Rita Gerschner (Aktivist Tröbitz)           | nicht ausgetragen                                                                     | nicht ausgetragen                                                                    | Gottfried Seemann (Aktivist Tröbitz) Rita Gerschner (Aktivist Tröbitz)                 |
| 1967   | Claus Stegner (Motor Robur Zittau)            | Beate Herbst (HSG DHfK Leipzig)             | nicht ausgetragen                                                                     | nicht ausgetragen                                                                    | Volker Herbst (HSG DHfK Leipzig) Beate Herbst (HSG DHfK Leipzig)                       |
| 1968   | Edgar Michalowski (Einheit Greifswald)        | Monika Thiere (Aktivist Tröbitz)            | Klaus Katzor (Aktivist Tröbitz) Klaus Müller (Einheit Greifswald)                     | Beate Herbst (HSG DHfK Leipzig) Christine Zierath (Einheit Kyritz)                   | nicht ausgetragen                                                                      |
| 1969   | Klaus Katzor (Aktivist Tröbitz)               | Monika Thiere (Aktivist Tröbitz)            | Volker Herbst (HSG DHfK Leipzig) Gerd Pigola (HSG DHfK Leipzig)                       | Monika Thiere (Aktivist Tröbitz) Annemarie Richter (Wismut Karl-Marx-Stadt)          | nicht ausgetragen                                                                      |
| 1970   | Joachim Schimpke (Aktivist Tröbitz)           | Monika Thiere (Aktivist Tröbitz)            | Klaus Katzor (Aktivist Tröbitz) Roland Riese (Aktivist Tröbitz)                       | Monika Thiere (Aktivist Tröbitz) Annemarie Richter (Wismut Karl-Marx-Stadt)          | Joachim Schimpke (Aktivist Tröbitz) Monika Thiere (Aktivist Tröbitz)                   |
| 1971   | Erfried Michalowsky (Einheit Greifswald)      | Monika Thiere (Aktivist Tröbitz)            | Erfried Michalowsky (Einheit Greifswald) Roland Riese (Aktivist Tröbitz)              | Monika Thiere (Aktivist Tröbitz) Angela Cassens (Einheit Greifswald)                 | Erfried Michalowsky (Einheit Greifswald) Monika Thiere (Aktivist Tröbitz)              |
| 1972   | Edgar Michalowski (Einheit Greifswald)        | Monika Thiere (Fortschritt Tröbitz)         | Erfried Michalowsky (Einheit Greifswald) Edgar Michalowski (Einheit Greifswald)       | Angela Michalowski (Einheit Greifswald) Christine Zierath (Einheit Greifswald)       | Erfried Michalowsky (Einheit Greifswald) Angela Michalowski (Einheit Greifswald)       |
| 1973   | Edgar Michalowski (Einheit Greifswald)        | Monika Thiere (Fortschritt Tröbitz)         | Klaus Müller (Einheit Greifswald) Edgar Michalowski (Einheit Greifswald)              | Angela Michalowski (Einheit Greifswald) Christine Zierath (Einheit Greifswald)       | Erfried Michalowsky (Einheit Greifswald) Angela Michalowski (Einheit Greifswald)       |
| 1974   | Edgar Michalowski (Einheit Greifswald)        | Monika Cassens (SG Gittersee)               | Klaus Müller (Einheit Greifswald) Edgar Michalowski (Einheit Greifswald)              | Monika Cassens (SG Gittersee) Jutta Tietze (SG Gittersee)                            | Claus Cassens (SG Gittersee) Monika Cassens (SG Gittersee)                             |
| 1975   | Erfried Michalowsky (Einheit Greifswald)      | Monika Cassens (SG Gittersee)               | Erfried Michalowsky (Einheit Greifswald) Edgar Michalowski (Einheit Greifswald)       | Angela Michalowski (Einheit Greifswald) Christine Zierath (Einheit Greifswald)       | Erfried Michalowsky (Einheit Greifswald) Angela Michalowski (Einheit Greifswald)       |
| 1976   | Joachim Schimpke (Fortschritt Tröbitz)        | Monika Cassens (SG Gittersee)               | Edgar Michalowski (Einheit Greifswald) Roland Riese (Fortschritt Tröbitz)             | Monika Cassens (SG Gittersee) Christel Sommer (HSG DHfK Leipzig)                     | Erfried Michalowsky (Einheit Greifswald) Angela Michalowski (Einheit Greifswald)       |
| 1977   | Berthold Groth (Einheit Kolkwitz)             | Heike Günther (Aktivist Niederwürschnitz)   | Harald Frischmann (Aktivist Niederwürschnitz) Frank Hänig (Aktivist Niederwürschnitz) | Beate Müller (HSG DHfK Leipzig) Helga Pöschel (HSG DHfK Leipzig)                     | Frank Mothes (Aktivist Niederwürschnitz) Kerstin Rosner (Aktivist Niederwürschnitz)    |
| 1978   | Gerd Pigola (HSG DHfK Leipzig)                | Christel Sommer (HSG DHfK Leipzig)          | Volker Herbst (HSG DHfK Leipzig) Gerd Pigola (HSG DHfK Leipzig)                       | Beate Müller (HSG DHfK Leipzig) Christel Sommer (HSG DHfK Leipzig)                   | Volker Herbst (HSG DHfK Leipzig) Christel Sommer (HSG DHfK Leipzig)                    |
| 1979   | Frank-Thomas Seyfarth (Fortschritt Tröbitz)   | Beate Müller (HSG DHfK Leipzig)             | Frank-Thomas Seyfarth (Fortschritt Tröbitz) Jürgen Markewiecz (HSG DHfK Leipzig)      | Silke Schmidt (Aktivist Niederwürschnitz) Heike Hähnlein (Aktivist Niederwürschnitz) | Frank-Thomas Seyfarth (Fortschritt Tröbitz) Maritta Seyfarth (Lok Gera)                |
| 1980   | Frank-Thomas Seyfarth (Fortschritt Tröbitz)   | Silvia Oertel (Motor Hainichen)             | Frank Mothes (Aktivist Niederwürschnitz) Frank Hänig (Aktivist Niederwürschnitz)      | Katrin Schendel (HSG DHfK Leipzig) Ina Ulrich (HSG DHfK Leipzig)                     | Frank-Thomas Seyfarth (Fortschritt Tröbitz) Maritta Seyfarth (Lok Gera)                |
| 1981   | Fred Fiebig (Lok Blankenburg)                 | Jeanett Steiner (Wismut Karl-Marx-Stadt)    | Steffen Walther (Robur Zittau) Holger Wippich (Robur Zittau)                          | Jeanette Steiner (Wismut Karl-Marx-Stadt) Elke Hofmann (Wismut Karl-Marx-Stadt)      | Wolfgang Pasler (Aktivist Niederwürschnitz) Heike Hähnlein (Aktivist Niederwürschnitz) |
| 1982   | Frank-Thomas Seyfarth (Fortschritt Tröbitz)   | Petra Tobien (Kühlautomat Berlin)           | Jens Scheithauer (HSG DHfK Leipzig) Manfred Blauhut (HSG DHfK Leipzig)                | Petra Tobien (Kühlautomat Berlin) Christine Ober (Fortschritt Tröbitz)               | Jens Scheithauer (HSG DHfK Leipzig) Carmen Prinz (Fortschritt Tröbitz)                 |
| 1983   | Volkmar Kelling (Motor Dresden-Neustadt)      | Petra Tobien (EBT Berlin)                   | Dirk Hickl (EBT Berlin) Kai Abraham (EBT Berlin)                                      | Petra Tobien (EBT Berlin) Ina Ulrich (HSG DHfK Leipzig)                              | Dirk Hickl (EBT Berlin) Petra Tobien (EBT Berlin)                                      |
| 1984   | Holger Wippich (Robur Zittau)                 | Katrin Schlotte (EBT Berlin)                | Fred Fiebig (Lok Blankenburg) Uwe Strauch (Lok Blankenburg)                           | Silke Weber (Aktivist Niederwürschnitz) Ute Brandt (Aktivist Niederwürschnitz)       | Detlef Sprenger (EBT Berlin) Heike Hähnlein (EBT Berlin)                               |
| 1985   | Holger Wippich (Robur Zittau)                 | Gundel Walther (Robur Zittau)               | Uwe Strauch (Lok Blankenburg) Helmut Huch (Lok Blankenburg)                           | Gudrun Kalesse (Feinmeß Suhl) Carla Martius (Feinmeß Suhl)                           | Holger Wippich (Robur Zittau) Gundel Walther (Robur Zittau)                            |
| 1986   | Frank-Thomas Seyfarth (Fortschritt Tröbitz)   | Gundel Walther (Robur Zittau)               | nicht ausgetragen                                                                     | nicht ausgetragen                                                                    | Frank-Thomas Seyfarth (Fortschritt Tröbitz) Maritta Seyfarth (Lok Gera)                |
| 1987   | Holger Wippich (HSG DHfK Leipzig)             | Gundel Walther (Robur Zittau)               | nicht ausgetragen                                                                     | nicht ausgetragen                                                                    | Wolfgang Pasler (Aktivist Niederwürschnitz) Ute Brandt (Aktivist Niederwürschnitz)     |
| 1988   | Frank-Thomas Seyfarth (Lok Gera)              | Jacqueline Bolduan (EBT Berlin)             | Holger Wippich (HSG DHfK Leipzig) Frank-Thomas Seyfarth (Lok Gera)                    | Jacqueline Bolduan (EBT Berlin) Kathrin Tröger (Robur Zittau)                        | Dirk Hickl (EBT Berlin) Jacqueline Bolduan (EBT Berlin)                                |
| 1989   | Kai Abraham (EBT Berlin)                      | Diana Ihle (Wismut Karl-Marx-Stadt)         | Thomas Bölke (HSG DHfK Leipzig) Sven Weise (HSG DHfK Leipzig)                         | Jacqueline Bolduan (EBT Berlin) Kathrin Tröger (Robur Zittau)                        | Wolf Tröger (Robur Zittau) Kathrin Tröger (Robur Zittau)                               |
| 1990   | Jindřich Jebálek (VŠTJ UK Hradec Králové)     | Gundel Hinke (Robur Zittau)                 | Steffen Walther (Robur Zittau) Wolf Tröger (Robur Zittau)                             | Elke Hofmann (Wismut Chemnitz) Carmen Fiedler (Wismut Chemnitz)                      | Wolf Tröger (Robur Zittau) Kathrin Tröger (Robur Zittau)                               |
| 1991   | Holger Wippich (SG Robur Zittau)              | Ludmila Šimáková (VŠTJ UK Hradec Králové)   | Jindřich Jebálek (VŠTJ UK Hradec Králové) Petr Báša (VŠTJ UK Hradec Králové)          | Elke Hofmann (Wismut Chemnitz) Carmen Fiedler (Wismut Chemnitz)                      | Petr Báša (VŠTJ UK Hradec Králové) Ludmila Šimáková (VŠTJ UK Hradec Králové)           |
| 1992   | Petr Báša (VŠTJ UK Hradec Králové)            | Ludmila Šimáková (VŠTJ UK Hradec Králové)   | Holger Wippich (SG Robur Zittau) Roland Wunderlich (SG Robur Zittau)                  | Bettina Bretschneider (SG Robur Zittau) Roswitha Henke (SG Robur Zittau)             | Petr Báša (VŠTJ UK Hradec Králové) Ludmila Šimáková (VŠTJ UK Hradec Králové)           |
| 1993   | Petr Báša (BV Tröbitz)                        | Birgit Mengs (BC 58 Luckau)                 | Michael Huber (BC 58 Luckau) Sven Radigk (BC 58 Luckau)                               | Birgit Mengs (BC 58 Luckau) Caterina Vogel (BC 58 Luckau)                            | Alexander Pigola (HSG DHfK Leipzig) Sandra Otto (BV Zwenkau)                           |
| 1994   | Jürgen Schmitz (TSV Neuhausen-Nymphenburg)    | Ludmila Bášová (BV Tröbitz)                 | Holger Wippich (SG Robur Zittau) Wolf Tröger (SG Robur Zittau)                        | Roswitha Henke (SG Robur Zittau) Candida Pretzsch (SG Robur Zittau)                  | Jürgen Schmitz (TSV Neuhausen-Nymphenburg) Tanja Spahr (TSV Neuhausen-Nymphenburg)     |
| 1995   | Petr Báša (BV Tröbitz)                        | Ludmila Bášová (BV Tröbitz)                 | Holger Wippich (SG Robur Zittau) Wolf Tröger (SG Robur Zittau)                        | Roswitha Henke (SG Robur Zittau) Candida Pretzsch (SG Robur Zittau)                  | Holger Wippich (SG Robur Zittau) Sandra Otto (SG Robur Zittau)                         |
| 1996   | Thomas Bölke (SC Union 08 Lüdinghausen)       | Katja Förster (CSV Siegmar 48)              | Holger Wippich (SG Robur Zittau) Wolf Tröger (SG Robur Zittau)                        | Sandra Otto (SG Robur Zittau) Candida Pretzsch (SG Robur Zittau)                     | Holger Wippich (SG Robur Zittau) Sandra Otto (SG Robur Zittau)                         |
| 1997   | Jörg Hutzler (Blau-Weiß Röhrsdorf)            | Sandra Otto (SG Robur Zittau)               | Holger Wippich (SG Robur Zittau) Wolf Tröger (SG Robur Zittau)                        | Sandra Otto (SG Robur Zittau) Candida Pretzsch (SG Robur Zittau)                     | Björn Wippich (SG Robur Zittau) Sandra Otto (SG Robur Zittau)                          |
| 1998   | Björn Wippich (SG Robur Zittau)               | Sandra Otto (SG Robur Zittau)               | Holger Wippich (SG Robur Zittau) Wolf Tröger (SG Robur Zittau)                        | Sandra Otto (SG Robur Zittau) Candida Pretzsch (SG Robur Zittau)                     | Björn Wippich (SG Robur Zittau) Sandra Otto (SG Robur Zittau)                          |
| 1999   | Holger Wippich (SG Robur Zittau)              | Candida Pretzsch (SG Robur Zittau)          | Holger Wippich (SG Robur Zittau) Wolf Tröger (SG Robur Zittau)                        | Sandra Otto (SG Robur Zittau) Susann Richter (HSG DHfK Leipzig)                      | Matthias Brandt (HSG DHfK Leipzig) Claudia Richter (HSG DHfK Leipzig)                  |
| 2000   | Björn Wippich (SG Robur Zittau)               | Denise Naulin (SV GutsMuths Jena)           | Björn Wippich (SG Robur Zittau) Wolf Tröger (SG Robur Zittau)                         | Denise Naulin (SV GutsMuths Jena) Petra Rimkus (SV GutsMuths Jena)                   | Björn Wippich (SG Robur Zittau) Candida Pretzsch (SG Robur Zittau)                     |
| 2001   | Steffen Grunert (Blau-Weiß Röhrsdorf)         | Candida Pretzsch (SG Robur Zittau)          | Petr Báša (BV Tröbitz) Thomas Riese (BV Tröbitz)                                      | Denise Naulin (SV GutsMuths Jena) Juliane Sondermann (SV GutsMuths Jena)             | Björn Wippich (SG Robur Zittau) Claudia Otto (SG Robur Zittau)                         |
| 2002   | Carsten Teschner (BV Zwenkau 64)              | Janet Köhler (Radebeuler BV)                | Jens Langhammer (BV Tröbitz) Thomas Riese (BV Tröbitz)                                | Claudia Otto (SG Robur Zittau) Susann Richter (BV Zwenkau 64)                        | Matthias Brandt (HSG DHfK Leipzig) Candida Pretzsch (HSG DHfK Leipzig)                 |
| 2003   | Inoki Cahyadi (1. BV Maintal)                 | Janet Köhler (Radebeuler BV)                | Inoki Cahyadi (1. BV Maintal) Daniel Benz (Radebeuler BV)                             | Denise Naulin (SV GutsMuths Jena) Juliane Sondermann (SV GutsMuths Jena)             | Inoki Cahyadi (1. BV Maintal) Kathleen Schindler (Radebeuler BV)                       |
| 2004   | Jan Segeč (Radebeuler BV)                     | Martina Benešová (Radebeuler BV)            | Josef Rubáš (Blau-Weiß Röhrsdorf) Jaroslav Sobota (SG Post/Süd Regensburg)            | Martina Benešová (Radebeuler BV) Josephin Benndorf (Radebeuler BV)                   | Alexander Piske (SV GutsMuths Jena) Ulrike Sanftleben (SV Jena Zwätzen)                |
| 2005   | Daniel Benz (Radebeuler BV)                   | Julia Engelhardt (SG Robur Zittau)          | Daniel Benz (Radebeuler BV) Alexander Jacobi (Radebeuler BV)                          | Julia Engelhardt (SG Robur Zittau) Sandra Otto (SG Robur Zittau)                     | Stefan Adam (SG Robur Zittau) Julia Engelhardt (SG Robur Zittau)                       |
| 2006   | Sebastian Schulz (SSV Wichern-Schule Hamburg) | Nicole Bartsch (SG Robur Zittau)            | Alexander Jacobi (Radebeuler BV) Thomas Kunze (Radebeuler BV)                         | Nicole Bartsch (SG Robur Zittau) Marie Richter (Tauchaer SV)                         | Sebastian Schulz (SSV Wichern-Schule Hamburg) Candida Pretzsch (HSG DHfK Leipzig)      |
| 2007   | Stefan Adam (SG Robur Zittau)                 | Julia Engelhardt (SG Robur Zittau)          | Alexander Jacobi (SG Robur Zittau) Stefan Adam (SG Robur Zittau)                      | Juliane Sondermann (SV GutsMuths Jena) Gaëlle Pauquet (SV GutsMuths Jena)            | Alexander Piske (SV GutsMuths Jena) Juliane Sondermann (SV GutsMuths Jena)             |
| 2008   | Stefan Adam (SG Robur Zittau)                 | Julia Engelhardt (SG Robur Zittau)          | Josef Rubáš (USK Zentiva Plzeň) Jaroslav Sobota (USK Zentiva Plzeň)                   | Susann Klötzer (TSV Niederwürschnitz) Maria-Victoria Wendt (HSG DHfK Leipzig)        | Stefan Adam (SG Robur Zittau) Julia Engelhardt (SG Robur Zittau)                       |
| 2009   | Alexander Piske (SV GutsMuths Jena)           | Anja Hübner (TSV Dresden)                   | Alexander Piske (SV GutsMuths Jena) Sebastian Wittig (SV GutsMuths Jena)              | Nicole Bartsch (SG Robur Zittau) Ina Tippelt (SG Gittersee)                          | Stefan Adam (SG Robur Zittau) Julia Engelhardt (SG Robur Zittau)                       |
| 2010   | Björn Wippich (SG Robur Zittau)               | Nicole Bartsch (SG Robur Zittau)            | Björn Wippich (SG Robur Zittau) Jan Segeč (SG Robur Zittau)                           | Susann Klötzer (TSV Niederwürschnitz) Noreen Rurainski (TSV Niederwürschnitz)        | Arzane Bunjaku (BSG Unkel/Linz) Vjollce Bunjaku (BSG Unkel/Linz)                       |
| 2011   | Stefan Wagner (TSV Niederwürschnitz)          | Maxi Stelzer (OTG 1902 Gera)                | Marcel Bachmann (TSV Dresden) Falk Sauer (TSV Dresden)                                | Noreen Rurainski (TSV Niederwürschnitz) Svenja Wenzig (BV Zwenkau 64)                | Stefan Adam (SG Robur Zittau) Julia Engelhardt (SG Robur Zittau)                       |
| 2012   | Stefan Adam (SG Robur Zittau)                 | Nicole Bartsch (SG Robur Zittau)            | Stefan Adam (SG Robur Zittau) Tobias Axmann (SG Robur Zittau)                         | Nicole Bartsch (SG Robur Zittau) Lisa Baumgärtner (HSG DHfK Leipzig)                 | Stefan Adam (SG Robur Zittau) Nicole Bartsch (SG Robur Zittau)                         |
| 2013   | Stefan Adam (SG Robur Zittau)                 | Maxi Stelzer (OTG 1902 Gera)                | Stefan Adam (SG Robur Zittau) Tobias Axmann (SG Robur Zittau)                         | Katarina Schmidt (SV GutsMuths Jena) Maxi Stelzer (OTG 1902 Gera)                    | Stefan Adam (SG Robur Zittau) Nicole Bartsch (SG Robur Zittau)                         |
| 2014   | Sven-Matti Kamann (Tauchaer SV)               | Lisa Baumgärtner (SG Gittersee)             | Alois Henke (OTG Gera) Sven Kreher (VfL 93 Hamburg)                                   | Nicole Bartsch (SG Robur Zittau) Lisa Baumgärtner (SG Gittersee)                     | Alois Henke (OTG 1902 Gera) Julia Vogel (OTG 1902 Gera)                                |
| 2015   | Alois Henke (OTG 1902 Gera)                   | Nicole Bartsch (SG Robur Zittau)            | Marcel Bachmann (TSV Dresden) Alois Henke (OTG 1902 Gera)                             | Nicole Bartsch (SG Robur Zittau) Laura Adam (SG Robur Zittau)                        | Alois Henke (OTG 1902 Gera) Nicole Bartsch (SG Robur Zittau)                           |
| 2016   | Tom Wendt (SG Gittersee)                      | Paula-Elisabeth Nitschke (SG Bräunsdorf)    | Marcel Bachmann (TSV Dresden) Alois Henke (OTG 1902 Gera)                             | Caroline Koinzer (BV Marienberg) Nathalie Seidel (BV Marienberg)                     | Pit Hofmann (TSV Niederwürschnitz) Laura Adam (SG Robur Zittau)                        |
| 2017   | Johann Höflitz (SV GutsMuths Jena)            | Nicole Bartsch (SV GutsMuths Jena)          | Stefan Adam (SV GutsMuths Jena) Johann Höflitz (SV GutsMuths Jena)                    | Laura Adam (HSG DHfK Leipzig) Paula-Elisabeth Nitschke (SG Bräunsdorf)               | Stefan Adam (SV GutsMuths Jena) Laura Adam (HSG DHfK Leipzig)                          |
| 2018   | Johann Höflitz (SV GutsMuths Jena)            | Laura Adam (SV GutsMuths Jena)              | Pit Hofmann (SV GutsMuths Jena) Julian Voigt (SV GutsMuths Jena)                      | Nicole Bartsch (SV GutsMuths Jena) Jana Voigtmann (SV GutsMuths Jena)                | Moritz Predel (SV GutsMuths Jena) Jana Voigtmann (SV GutsMuths Jena)                   |
| 2019   | Ludwig Bram (OTG 1902 Gera)                   | Nicole Bartsch (SV GutsMuths Jena)          | Ludwig Bram (OTG 1902 Gera) Tom Wendt (OTG 1902 Gera)                                 | Nicole Bartsch (SV GutsMuths Jena) Lisa Baumgärtner (EBT Berlin)                     | Marcel Bachmann (TSV Dresden) Linda Scheithauer (TSV Dresden)                          |
| 2020   | Ludwig Bram (OTG 1902 Gera)                   | Paula-Elisabeth Nitschke (HSG DHfK Leipzig) | Konstantin Hack (HSG DHfK Leipzig) Pit Hofmann (SV GutsMuths Jena)                    | Nicole Bartsch (SV GutsMuths Jena) Lisa Baumgärtner (EBT Berlin)                     | Pit Hofmann (SV GutsMuths Jena) Laura Adam (HSG DHfK Leipzig)                          |
| 2021   | Tom Wendt (OTG 1902 Gera)                     | Ros Riedel (TSV Dresden)                    | Pit Hofmann (SV GutsMuths Jena) David Kaiser (TSV Niederwürschnitz)                   | Laura Adam (HSG DHfK Leipzig) Annika Hofmann (TSV 1860 Ansbach)                      | Pit Hofmann (SV GutsMuths Jena) Laura Adam (HSG DHfK Leipzig)                          |
| 2022   | Tom Wendt (SV Berliner Brauereien)            | Marija Zolotariova (HSG DHfK Leipzig)       | Tom Wendt (SV Berliner Brauereien) Wilhelm Büchner (HSG DHfK Leipzig)                 | Laura Adam (HSG DHfK Leipzig) Paula-Elisabeth Nitschke (HSG DHfK Leipzig)            | Pit Hofmann (TSV Niederwürschnitz) Laura Adam (HSG DHfK Leipzig)                       |
| 2023   | Wilhelm Büchner (HSG DHfK Leipzig)            | Paula-Elisabeth Nitschke (HSG DHfK Leipzig) | Alois Henke (OTG 1902 Gera) Michael Prinz (ATSV Freiberg)                             | Nicole Bartsch (SV GutsMuths Jena) Livia Antonia Grahl (TSV Dresden)                 | Alois Henke (OTG 1902 Gera) Nicole Bartsch (SV GutsMuths Jena)                         |
| 2024   | Michael Prinz (ATSV Freiberg)                 | Paula-Elisabeth Nitschke (HSG DHfK Leipzig) | Pit Hofmann (TSV Niederwürschnitz) Robert Kunert (TSV Dresden)                        | Chantal-Josephine Bensch (SG Gittersee) Pheline Krüger (SV GutsMuths Jena)           | Ludwig Bram (HSG DHfK Leipzig) Paula-Elisabeth Nitschke (HSG DHfK Leipzig)             |